# Puff en pappersdrake
"Puff en pappersdrake" är den svenska titeln på "Puff, the Magic Dragon" som Peter, Paul and Mary hade en hit med 1963. Enligt en myt spridd i vissa kretsar handlar sången egentligen om marijuana eller LSD, vilket dock tillbakavisas av sångförfattarna. Bland artister som spelat in sången med svensk text av Gert Ek finns Siw Malmkvist (1963), Ann-Louise Hanson (1963)  och Jan Malmsjö (1967). Svenska Fabulous Four hade en stor hit med den engelska titeln 1966, då egentligen betitlad "Puff (The Magic Dragon)". 
Låten citeras i filmen Släkten är värst (2000) och är en del av handlingen.

### Fotnoter
1. ↑  ”Svensk mediedatabas”. http://smdb.kb.se/catalog/id/001441564. Läst 15 maj 2011.
2. ↑  ”Svensk mediedatabas”. http://smdb.kb.se/catalog/id/001448821. Läst 15 maj 2011.